# 靳解
靳解（きんかい）は、紀元前2世紀の中国、前漢時代の人物である。汾陽侯で、謚は共侯。
高后3年（紀元前185年）、父の靳彊の死により、汾陽侯を継承した。33年後の孝景5年（紀元前152年）に死に、共侯と謚された。子の靳胡が後を継いだ。